# Peter Sengl
Peter Sengl (* 4. März 1945 in Unterbergla) ist ein österreichischer Maler.

## Leben
Nach der Matura an der Keplerschule (BRG Kepler) in Graz 1963 studierte Sengl bis 1968 an der Akademie der bildenden Künste in Wien bei Sergius Pauser. 1971 erhielt er den Kunstpreis Forum Stadtpark, Graz und den Steirischen Kunstpreis. 2007 wurde er mit dem Preis der Stadt Wien ausgezeichnet.
Er ist mit der Künstlerin Susanne Lacomb verheiratet, die Tochter des Ehepaares, Deborah Sengl, ist ebenfalls Künstlerin. Peter Sengl lebt und arbeitet in Wien.

## Ausstellungen (Auswahl)
- 1971 Forum Stadtpark, Graz
- 1977 Retrospektive, Neue Galerie der Stadt Linz
- 1980 Austrian Institute, New York
- 1983 Galerie Welz, Salzburg
- 1988 Museum moderne Kunst, Wien
- 1988 Rupertinum, Salzburg
- 2001 Peter Sengl. Schrecklich Schön, Arbeiten 1970-2001, Historisches Museum der Stadt Wien
- 2001 Peter Sengl – zu und über Kubin hinaus, Lentos, Linz
- 2003 Metamorphe Phantasmen, Neue Galerie, Graz
- 2004 Galerie Deschler, Berlin
- 2005 Peter Sengl, Sammlung Essl, Klosterneuburg
- 2011 Grenzgang, Greith-Haus, St. Ulrich im Greith